# ستيف جوردن (لاعب كرة قدم أمريكية)
ستيف جوردن (بالإنجليزية: Steve Jordan)‏ هو لاعب كرة قدم أمريكية أمريكي، ولد في 10 يناير 1961 في فينيكس في الولايات المتحدة.

## وصلات خارجية
- ستيف جوردن على موقع مرجع كرة القدم المحترفة.كوم (الإنجليزية)
- ستيف جوردن على موقع IMDb (الإنجليزية)